# فرانكي أورتيغا
فرانكي أورتيغا (بالإنجليزية: Frankie Ortega)‏ هو قائد فرقة ‏ وملحن أمريكي، ولد في 27 نوفمبر 1927 في ألهامبرا في الولايات المتحدة، وتوفي في 7 فبراير 1994 في آناهايم في الولايات المتحدة.

## وصلات خارجية
- فرانكي أورتيغا على موقع IMDb (الإنجليزية)
- فرانكي أورتيغا على موقع ميوزك برينز (الإنجليزية)
- فرانكي أورتيغا على موقع ديسكوغز (الإنجليزية)